# Mnichova díra 1
Mnichova díra 1 (slovensky Mníchova diera 1) je přírodní památka v katastrálním území obce Smolenice v okrese Trnava v Trnavském kraji na Slovensku. Území bylo vyhlášeno v roce 2024. Předmětem ochrany je osm metrů dlouhá, volně přístupná jeskyně, jejíž chodba se rozděluje do dvou úzkých větví. Další pětice jeskyní v okolí, zvaných též Mnichovy díry, je veřejnosti nepřístupná. Přírodní památka je součástí národní přírodní rezervace Hlboča a nachází se na území chráněné krajinné oblasti Malé Karpaty.